# Marwan Fares
Marwan Fares (né à Kaa en 1947) est un homme politique libanais.

## Biographie
Docteur en littérature française de la Sorbonne et professeur à l’Université Libanaise.
Il est élu député grec-catholique de Baalbeck-Hermel depuis 1996. Il a présidé entre 1996 et 2005 la commission parlementaire des Droits de l’homme.